# Martin Pfeiffer (Musiker)

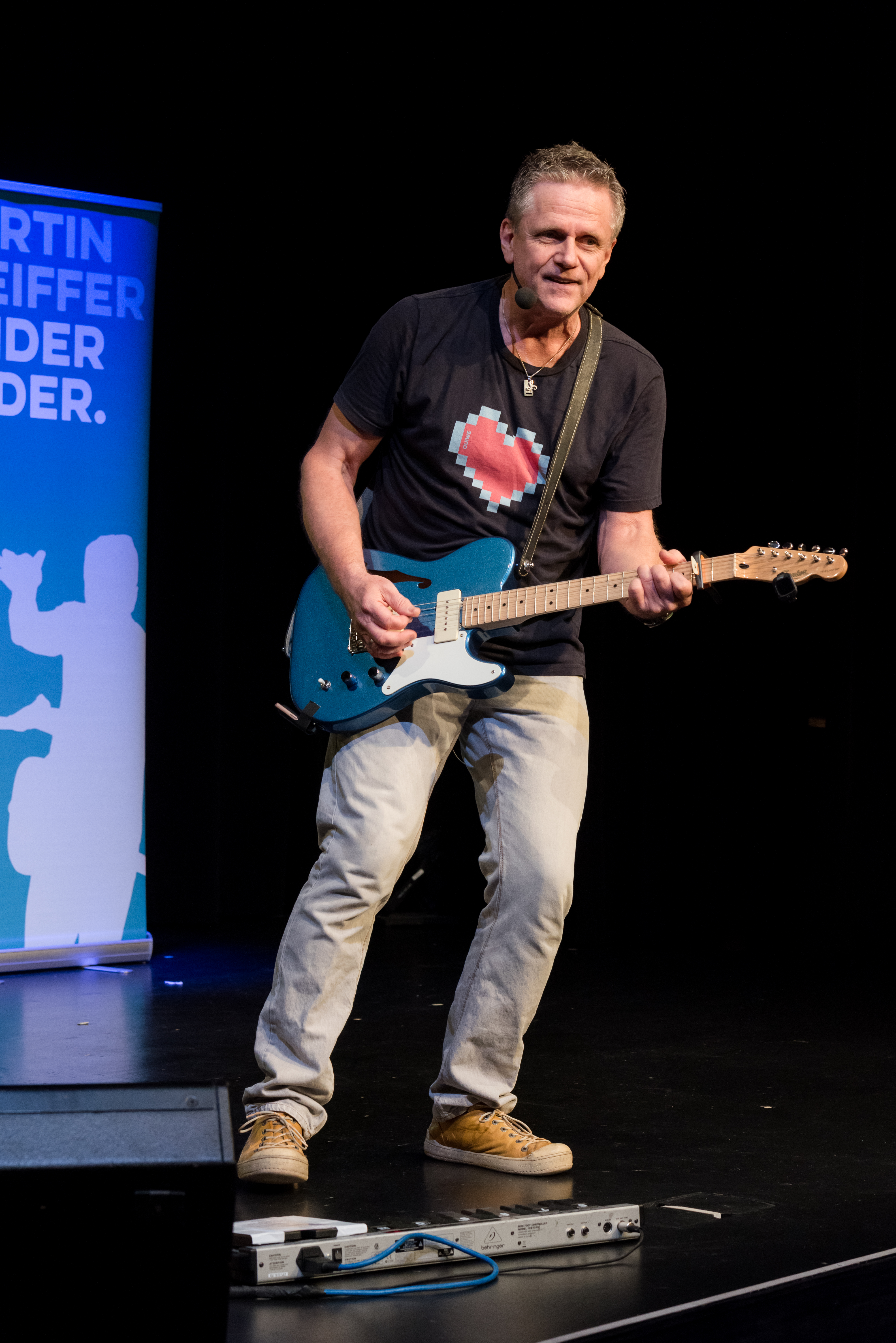
Martin Pfeiffer live 2024

Martin Pfeiffer (* 30. Juni 1961 in Großen-Buseck) ist ein deutscher Sänger, Texter, Komponist und Musikproduzent. Seit 2015 ist er als Kinderliedersänger tätig.

## Leben und Wirken
Martin Pfeiffer wurde als Sohn eines Elektrikers und einer Büroangestellten geboren. Im Alter von 15 Jahren begann er mit dem Gitarrespiel und gründete seine erste Band Sunrize. Anfang der 1980er Jahre gründete er, u. a. mit seinem Bruder Tom, die Band Linus. Aus dem Gitarristen wurde Sänger und Frontmann Martin Pfeiffer.
Linus war mit selbstgeschriebenen deutschen Songs im mittelhessischen Raum erfolgreich. Bei den Vinyl- und CD-Produktionen mit der Band sammelte Pfeiffer erste Erfahrungen in diversen Tonstudios. Parallel schloss er sein Diplom als Nachrichtentechnikingenieur ab.
Nachdem sich die Band 1992 aufgelöst hatte, startete er seine Solokarriere unter dem Namen Pfeiffer. Er veröffentlichte unter diesem Namen zwei Alben, tourte mit der gleichnamigen Band durch die Republik und spielte 2001 im Vorprogramm der Open-Air-Tour von Pur. Nach einer unplugged-Tour im Jahr 2003 beendete er seine Bühnenkarriere und war fortan als Produzent tätig. Schon 1994 gründete Martin Pfeiffer unter dem Namen BÄNG ein Tonstudio, Label und Musikverlag. Neben seinen beiden Solo-Alben wurden bei BÄNG zahlreiche Produktionen mit regionalen und überregionalen Künstlern realisiert und veröffentlicht. Im Jahr 2015 wurde an Pfeiffer der Wunsch herangetragen, einen Kinderliederkatalog mit alten und neuen Kinderlieder-Klassikern zu produzieren. Seitdem produzierte und veröffentlichte  er über 200 Kinderlieder.
Seit 2016 ist er mit seinem Liveprogramm „Kinderlieder-Party“ das Mitmachkonzert für klein und groß im gesamten deutschsprachigen Raum unterwegs.
Im Jahr 2017 schrieb Martin Pfeiffer in Zusammenarbeit mit dem Kinderschutzbund den Titel „Die Kinder auf der ganzen Welt“, der in 10 Strophen den Kindern auf spielerische Weise das Thema Kinderrechte näherbringt. Der Song wird bei Workshops des Kinderschutzbundes eingesetzt und seit dieser Zeit macht sich Pfeiffer für die Rechte der Kinder stark.
Von April bis September 2022 spielte er 100 Gratiskonzerte in den Kindergärten seiner mittelhessischen Heimat, um den Kindern nach den Coronamaßnahmen wieder ein Stück Normalität zurückzugeben. Denn laut Pfeiffer bedeutet Singen und Tanzen für die Kinder nicht nur Spaß, sondern beides ist unverzichtbar für eine gesunde Kindesentwicklung. 
»Jungen und Mädchen brauchen Musik und haben viel nachzuholen. Deshalb habe ich die Aktion »Gratiskonzerte für Kita-Kids« gestartet. Dafür war ich im vergangenen halben Jahr fast jeden Vormittag unterwegs.«" so der Buecker im Herbst 2022.
Mit mittlerweile über 700 Auftritten, über 200.000 verkauften Tonträgern und über 50 Millionen Streams ist Martin Pfeiffer eine feste Größe in der deutschsprachigen Kindermusikszene.

## Diskografie (Auswahl)
- 1991: Kaum zu glauben (Linus)
- 1994: Mehr als gedacht
- 2000: elfriede
- 2015: Kinder-Lieder
- 2016: Alle meine Kniereiter und Fingerspiele
- 2016: Alle Meine Weihnachtslieder
- 2016: Weihnachtslieder (nicht nur) für Kinder
- 2016: Alle meine Tanz- und Mitmachlieder
- 2016: Alle Meine Kinderliederklassiker
- 2017: Die Kinder auf der ganzen Welt (für den deutschen Kinderschutzbund)
- 2017: Alle meine Tierlieder und -gedichte
- 2018: Der große ZEIT EDITION Liederschatz[11]
- 2018: Alle meine Klassiker zur Gute Nacht
- 2018: Kinderparty-Lieder
- 2019: Die größte Kinderlieder MEGA BOX
- 2019: Kinderlieder-Party (Live)
- 2021: Alle meine Jahreszeiten Kinderlieder-Klassiker (4 CD Box)
- 2021: Alle meine ... Kinderlieder-Klassiker live: Die Mitmach-Party für Zuhause
- 2022: Die besten Weihnachtslieder für Kinder
- 2023: Die besten Mitmachlieder für Kinder
- 2023: Die besten Schlaflieder für Kinder
- 2024: Ich bin groß (Single)

### Produktion und Text (Auswahl)
- 1999: Peter Maffay – X (Texter)
- 2002: Peter Maffay – Tabaluga und das verschenkte Glück (Texter)
- 2002: Volker Bengl – Leb deine Träume (Texter und Produzent)
- 2003: Volker Bengl – Magische Töne
- 2005: Rufus Beck – The Chet Baker Story
- 2005: Rufus Beck – The Thelonious Monk Story
- 2005: Rufus Beck – The Charles Mingus Story
- 2006: Sven Görtz – Die Bibel
- 2006: Dirk Daniels – Freiheit
- 2006: Eckart von Hirschhausen – Glücksbringer
- 2008: Bushido – Heavy Metal Payback (Orchesterproduktion)
- 2009: Eckart von Hirschhausen – Die Leber wächst mit ihren Aufgaben
- 2010: Vince Ebert – Denken lohnt sich
- 2010: Sven Görtz – Liebe ist eine besondere Form von Geisteskrankheit
- 2012: Florian Schroeder – Offen für alles und nicht ganz dicht
- 2012: Sven Görtz – Paulo Coelho: Die Schriften von Accra
- 2013: Eckart von Hirschhausen und Hellmuth Karasek – Ist das ein Witz
- 2013: Vince Ebert – Evolution
- 2013: Sven Görtz – Da liegt ein Toter im Brunnen
- 2014: Eckart von Hirschhausen und Jürgen von der Lippe – Ist das ein Witz Vol. 2
- 2014: Eckart von Hirschhausen – Wunderheiler
- 2015: Eckart von Hirschhausen und Guido Cantz – Ist das ein Witz Vol.3
- 2016: Vince Ebert – Unberechenbar
- 2016: Florian Schroeder – Entscheidet Euch
- 2016: Eckart von Hirschhausen – Wunder wirken Wunder
- 2016: Sven Görtz – Paulo Coelho: Die Spionin
- 2017: Vince Ebert – Zukunft is the future
- 2017: Florian Schroeder – Frauen, fast eine Liebeserklärung
- 2017: Eckart von Hirschhausen und Ralph Caspers – Ist das ein Witz Vol.4
- 2017: Sven Görtz – Paulo Coelho: Der Weg des Bogens
- 2018: Martin Stock – Crescendo
- 2018: Sven Görtz – Paulo Coelho: Hippie
- 2018: Eckart von Hirschhausen und Tobias Esch – Die bessere Hälfte
- 2020: Vince Ebert – Broadway statt Jakobsweg
- 2021: Martin Stock – Ein Hauch von Amerika
- 2021: Sven Görtz – Paulo Coelho: Und die Liebe hört niemals auf
- 2022: Martin Stock – The Magic Flute
- 2023: Jakob Schwertfeger – Ich sehe was, was du nicht siehst, und das ist Kunst
- 2024: Vince Ebert – Vince of Change
- 2024: Sven Görtz – Paulo Coelho: Maktub